# العوامية
العوامية مدينة تابعة لمحافظة القطيف شرق المملكة العربية السعودية، تطل على الخليج العربي. اشتهرت منذ القدم بالزراعة والتجارة وصيد السمك، وتميز بعض إنتاجها الزراعي عن بقية الأراضي الواقعة شرق السعودية، لوجود أرض خصبة وهي أرض الرامس. وقد عرفت أرض الرامس كأكبر وقف إسلامي في الشرق الأوسط.[بحاجة لمصدر] وكذلك اشتهر سكانها بنشاطهم السياسي وكثرة الأنشطة الاجتماعية ككل بتنوعها السياسي والاجتماعي. تمتاز بلدتها القديمة والمسماة «المسورة» بأبنية تاريخية تعود لأكثر من 400 عام.

## تاريخ المدينة
العوامية مدينة عريقة، تاريخها موغل في القدم، حيث يتصل في إحدى حلقاته بتاريخ (الزارة) المدينة التاريخية المشهورة، التي كانت حاضرة الخط، وعاصمة بلاد البحرين طيلة العصر الجاهلي وحتى العصور الأولى من الإسلام.
وصفها علامة الجزيرة الشيخ حمد الجاسر قائلاً: «الزارة اسم بلدة من أقدم مدن الخط عرفت أبّان ظهور الإسلام وجُهل تاريخها قبل ذلك وكانت مقر والي البحرين من قبل الفرس حين كان نفوذهم ممتداً إلى هذه البلاد في العهد الجاهلي»، أما مؤرخ الخليج محمد سعيد المسلم فقد ذكرها: «مـــدينة الزارة مشهورة في التاريخ الإسلامي وكانت حاضرة مدينة القطيف، وكانت تقع بالقرب من العوامية. وقد خربها أبو سعيد الجنابي نكاية بأهل مدينة القطيف المعارضين لحكمه ومبادئه»
وقد برز اسم الزارة ضمن مجموعة من الأحداث البارزة في التاريخ الإسلامي كموقف الامتناع عن مبايعة أبي بكر ودفع الخمس والزكاة له بسبب تشيعها للإمام علي وإصرارها على دفع الأموال له، والتي دونت في عبر المؤرخين السنة باسم حروب الردة واحتلال القرامطة لها، لذا قلما تجد كتاباً تاريخياً يخلو من ذكرها. أما العوامية فيظهر أنها كانت إحدى ضواحي مدينة الزارة، وتم تعميرها على يد زعيم الأزد وأمير الزارة الحسن بن العوام في القرن الثالث الهجري حيث ترجح نسبتها إليه، وسميت بهذا الاسم نسبة إلى اسمه، ويبدو أن العوامية كانت خارجة عن أسوار الزارة، لذا كانت بمنأى عن العمل العدواني الانتقامي الذي قام به القرامطة تجاه الزارة التي نقل المؤرخون عنها بأنها «دمرت تماماً وبقيت خراباً ثم صارت نخيلا وأشجاراً وأنهاراً تبعا للعوامية».
وما يزال هناك في العوامية حي صغير يدعى بفريق الزارة يتكون من مجموعة من البيوت، ويقع في الناحية الجنوبية الشرقية من مدينة العوامية، وتحيطه مجموعة من بساتين النخيل، ذكر في صكوك ملكيتها القديمة: أنها تقع في أرض الزارة. كما لا تزال في هذا الحي عين تعرف بعين الزارة وربما هي العين المشار إليها في المصادر الكثيرة التي تحدثت عن الزارة.
لقد وصف (لويمر) العوامية سنة 1408م في مؤلفه (دليل الخليج) بأنها: (قرية مسورة تتكون من [300] منزل، وأنها على بعد ثلاثة أميال شمال غرب مدينة القطيف ويملك سكانها خمسة قوارب لصيد اللؤلؤ). أما في العهد الحاضر فقد اتسعت هذه المدينة وأصبحت مترامية الأطراف، وقد تبوأت مكانة خاصة وربما تكون ذات جذور عميقة ترجع إلى أيام كانت فيها الزارة عاصمة المنطقة.

## الموقع الجغرافي
تقع العوامية في المملكة العربية السعودية على ساحل الخليج العربي في الطرف الشمالي من واحة مدينة القطيف، على خط طول (50 درجة) شرقاً، وعلى خط عرض (22- 26 درجة) شمالاً وتقع إلى الشمال منها مدينة صفوى وتبعد عنها بحوالي (2.1 كم) وإلى الجنوب تقع قرية القديح وتبعد عنها بحوالي (1 كم). وإلى الجنوب الشرقي تقع مدينة القطيف (عاصمة محافظة القطيف)، وتبعد عنها مسافة (3 كم). ويخترق العوامية طولاً طريق معبد يربط بين طرفي واحة القطيف الجنوبي والشمالي.
أما الحدود الطبيعية للعوامية فهي: من الشمال تحدها سبخة صفوى وتبدأ من عند الدوار الواقع بين صفوى والعوامية، ومن الجنوب يحدها جبل الحريف حيث نهاية سيحة العوامية، ومن الشرق يحدها ساحل الخليج العربي، ومن الغرب تحدها تلال رملية ممتدة إلى بلدة الأوجام في أقصى الغرب يفصل بينهما طريق الجبيل الظهران السريع.
ولما لها من أهمية كبرى اقتصادياً، ودينياً وتاريخياً واجتماعياً وعلمياً أصبح لموقعها الجغرافي الأهمية العظمى، فهي تحتل موقعاً جغرافياً هاماً، يربط بينها وبين باقي مدن المنطقة الشرقية، فمن ناحية تقع في الجزء الشمالي من المنطقة القطيف، وما جاورها ومن الشرق البحر، ومن الغرب ساحل البحر الشرقي، من الجنوب الشرقي بعض المناطق أهمها مدينة القطيف وتبعد عنها قرابة (3 كم) تقريبا، وبعض المدن وقرى القطيف..
وأما الحدود المثبتة في الصكوك القديمة لهذه المنطقة ما يلي: من الشمال تحده سبخة صفوى ونقطة البداية من الدوار الكائن بين صفوى والعوامية، ومن الجنوب يحدها الجبل المسمى بـ (احريف) حيث نهاية سبخة العوامية الأصلية، ومن الشرق يحده الساحل المعروف بـ (ساحل الخليج العربي)حيث تتواجد الرامس -الأرض الزراعية الغنية بالنفط- ومن الغرب يحدها سلسلة كبيرة من الكثبان الرملية والتلال المرتفعة، وهي ممتدة إلى مدينة الأوجام الواقعة في أقصى الغرب وكان بين جغرافيتها القديمة وجغرافيتها الحديثة توسع ملحوظ، فقد اتسعت رقعتها الجغرافية كثيراً على ما كانت عليه في غابر الزمان، فقد تطور العمران فيها فأصبحت مدينة عريقة كثيفة السكان فيها الأحياء والأرياف الكبيرة.

## المناخ
كمناخ بقية مناطق القطيف. شديد الرطوبة صيفا، بارد شتاء وفي فصل الصيف تأخذ الرطوبة بالارتفاع خلال شهر (يوليو) وتبلغ أقصاها في شهر (أغسطس) وتستمر حتى أواخر (نوفمبر) أما فصل الشتاء فيتميز عادة باعتداله، ويبدأ موسم البرد من شهر (نوفمبر) ويشتد في شهر (يناير) وينتهي في شهر (مارس).

## المساحة والسكان
تقدر مساحة العوامية بـ 40كم مربع تقريبا، تشكل مساحة منطقة الرامس 8 ملايين متر مربع وتشكل نسبة المساحة المأهولة بالسكان حاليا حوالي 45% من المجموع الكلي. أما عدد سكانها فيقدر حسب احصائية لعام 1425هـ بـ25279 نسمة وهي كالتالي: عدد السعوديين الذكور 11221، عدد السعوديات 10958، جملة ذكور وإناث 22179، عدد غير السعوديين الذكور 2621، عدد الإناث الغير سعوديات 479، جملة 3100.[بحاجة لمصدر]

## مرافق المدينة

### مركز وسط العوامية
الرامس أو مركز وسط العوامية، من المعالم التراثية الحديثة في المنطقة، يتضمن عدداً من المعالم المعمارية التي توفر خدمات متعددة ثقافية وترويحية واقتصادية واجتماعية لخدمة سكان المنطقة ويعتبر مشروع وسط العوامية بحد ذاته قلبًا نابضًا بالحياة، المنطقة تضمن 7 أقسام رئيسية هي: مباني السوق الشعبي، مباني الفناء الرئيسي، الأبراج التراثية، مباني المركز الثقافي، البيت التراثي، تنسيق المواقع، الطرق والمواقف.
يحتوي مساحة من الحدائق والمتنزهات منها 55 ألف متر مربع مسطحات خضراء، مستوحاة من البيئة الزراعية للقطيف لتجمع بين أشجار النخيل والشجيرات التي يبلغ عددها 200 شجرة نخيل و500 شجيرة.

### منتزه الرامس
منتزه الرامس، يُعد من أكبر الحدائق العامة في المنطقة الشرقية من حيث المساحة والخدمات الإضافية، وقد اُفتتح في 21 أبريل 2024م.
وقد نُفذ على مساحة أكثر من 400 ألف متر مربع، وتسعى لتلبية احتياجات سكان الشرقية وزوارها من جميع الفئات العمرية، وتوفير أسلوب حياة صحي عبر مسطحات خضراء، بـ220 ألف متر مربع، ومسارات للمشي ورياضات الجري والدراجات الهوائية، في إطار تحقيق مستهدفات رؤية السعودية 2030.

### مستشفى الأمير محمد بن فهد العام وأمراض الدم الوراثية
مسشتفى يتكون من 200 سرير، اُفتتح نهاية عام 2019، ويقع في مدخل مدينة العوامية من جهة حيّ الناصرة التابع لمدينة القطيف.
يتألف من مبنى رئيس وآخر للخدمات والصيانة، ومسجد، ويضم 15 عيادة للرجال ومثلها للنساء، وقسما للطوارئ وصيدلية رئيسية، وصيدليتين للعيادات والطوارئ، وبنكا للدم ومختبرات مركزية، وقسما للأشعة وآخر للعلاج الطبيعي. مشيرا إلى أن الطابق الأول يضم من المبنى 20 غرفة تنويم و6 غرف عزل وقسما للعناية المركزة، وآخر للعمليات، كما يحتوي المبنى على استراحات للعاملين وغرف للأطباء، ومحطة تمريض وصالات انتظار للمراجعين، ومستودعات طبية، ومكاتب إدارية، فيما يحتوي الطابق الثاني على 20 غرفة تنويم للرجال ومثلها للنساء، و3 غرف عزل للرجال ومثلها للنساء وقسم للعناية المركزة، وغرفة أطباء ومحطة تمريض وصالات انتظار للرجال والنساء ومستودعات طبية.

### جمعية العوامية الخيرية
جمعية العوامية الخيرية للخدمات الاجتماعية هي منظمة خيرية لا ربحية مقرها العوامية، بمحافظة القطيف، في المنطقة الشرقية للمملكة العربية السعودية. وهي مسجلة لدى وزارة الشؤون الاجتماعية برقم (11). تأسست جمعية العوامية الخيرية للخدمات الاجتماعية في عام 1387هـ. تم تسجيلها رسميا لدى وزارة العمل والتنمية الاجتماعية آنذاك برقم (11). كان تأسيس الجمعية نتيجة اندماج مؤسستين خيريتين في البلدة وهما جمعية الأمل الخيرية والصندوق الخيري في جمعية واحدة.

### نادي السلام السعودي
نادي السلام السعودي، هو ناديّ مقره في حيّ الجميمة بالعوامية، بمحافظة القطيف، في المنطقة الشرقية للمملكة العربية السعودية. تأسس عام 1383هـ باندماج نادي العز ونادي النجم تحت مسمى الاتحاد وفي سنة (1389هـ/1969م) رخص للنادي مبدئياً من قبل وزارة العمل والشؤون الاجتماعية ولوجود نادي الاتحاد بمدينة جدة فتغيّر مسمّى النادي من الاتحاد إلى السلام، وقد صدر قرار من وزير العمل والشئون الاجتماعية بتسجيل النادي رسمياً باسم السلام في 14 جمادى الأول 1390هـ الموافق 17 يوليو 1970م، واُختير شعار النادي من اللونين الأخضر والبني واُفتتح مقره في حي الجميمة بالعوامية عام 1409هـ/1989م وهو يحتوي على مبنى للإدارة وغرفٍ للجان ومكتبة وملاعب لكافة الألعاب الرياضية.

### المرافق الحكومية الأخرى
تحتوي مدينة العوامية على:
- بلدية العوامية.[9]
- البريد السعودي | سبل.[10]
- المدارس الابتدائية
- مدرسة البخاري الابتدائية بالعوامية.[9]
- مدرسة قرطبة الابتدائية بالعوامية.[9]
- المدرسة الأولى الابتدائية بالعوامية.[9]
- المدرسة الثانية الابتدائية بالعوامية.[9]
- المدارس المتوسطة والثانوية
- مدرسة العوامية المتوسطة.[9]
- المدرسة الثانية المتوسطة بالعوامية.[9]
- مدرسة العوامية الثانوية.[9]
- المدرسة الأولى المتوسطة والثانوية بالعوامية.[9]
- مركز شرطة شمال القطيف.[9]
- مركز الدفاع المدني بالعوامية.[11]
- مركز صحي العوامية.[9]
- مركز صحي حي الريف بالعوامية.[9]

- محطة صرف صحي كبرى غرب المدينة.[12]
- مقبرة العوامية الواقعة بين حي الجميمة وحي شكرالله.[13]

### الحدائق والمنتزهات
| م | اسم الحديقة        | الموقع                           | المساحة (بالمتر المربع) |
| - | ------------------ | -------------------------------- | ----------------------- |
| 1 | حديقة الربيانة (1) | العوامية – مخطط 222              | 2300                    |
| 2 | حديقة المناسف (2)  | العوامية – مخطط 222 – الزاوية    | 639                     |
| 3 | حديقة شكرالله (3)  | العوامية – مخطط 222              | 416                     |
| 4 | حديقة العوامية (4) | العوامية – مخطط 281 – قرب البريد | 524                     |

### شوارع المدينة
- شارع الإمام علي بن أبي طالب: الشريان الاقتصادي للمدينة، يربط مدينة صفوى شمالًا بباقي مناطق محافظة القطيف جنوبًا، مرورا بالعوامية، ويطل عليه مشروع وسط العوامية الحضاري.[5]
- شارع الإمام (شارع البريد): يربط مشروع وسط العوامية شرقًا إلى محطة الصرف الصحي غربًا، يحتوي على العديد من المطاعم والصالونات ومراكز تجارية كثيرة ومركز صحي العوامية والبريد السعودي ومقر نادي السلام [15]
- شارع المحمدي: يقع في حي شكر الله، يمتد من محطة الصرف الصحي غربًا إلى مقبرة العوامية شرقًا.[16]
- 4 الشارع الثاني عشر: يمتد من حي شكر الله جنوبًا إلى ملاعب نادي السلام بحي المملحة شمالًا مرورًا بحي الجميمة.[17]
- شارع العوامية- ابن حسن: يمتد من مدخل العوامية-الناصرة إلى حي الجميمة، ويقع به مستشفى الأمير محمد بن فهد للأمراض الوراثية والعديد من المراكز التجارية والمقاهي.[18]
- شارع البهاء ابن زهير: يتصل من شارع ابن حسن شرقًا إلى مخطط الصالحية السكني غربًا.[19]
- طريق التحدي: طريق قيد الإنشاء، ويعتبر من المشاريع الاستيراتيجية بالمحافظة حيث أنه سيربط المنطقة من شمالها إلى جنوبها، يمتد من دوار صفوى-العوامية شمالاً إلى تقاطع (طريق أحد - طريق الملك فيصل) جنوباً.[20]
- شارع سلمان الفارسي (شمال الناصرة) -قيد الإنشاء-: شارع يمتد من المنطقة الصناعية بجزيرة تاروت شرقاً مرورًا بحي الناصرة بمدينة القطيف وحي الزهراء وحي شكر الله بمدينة العوامية وببلدة القديح وينتهي بشارع سجن القطيف غربي العوامية.[21]
- شارع الخليج العربي: يمتد من مدينة الدمام جنوبًا مرورًا بسيهات وعنك والقطيف وينتهي في حي الزهراء ودانة الرامس بالعوامية.

## العيون النباعة
اشتهرت مدينة العوامية سابقاً بوفرة مياهها وكثرة عيونها النباعة التي تزيد عن العشرين عيناً نباعةً في جميع نواحي مدينة العوامية، وهذه بعض أسماء العيون ومواقعها ومنها:
- عين (المسيونة) وتقع داخل المسورة في الجهة الغربية
- عين (البليجية) وتقع داخل المسورة بجوار مسجد السيد ماجد
- عين (الفتية) وتقع داخل المسورة في الجهة الجنوية الشرقية للسور مباشر
- عين (الجويهرية الكبيرة) وتقع في حي كربلاء
- عين (الجويهرية الصغيرة) وتقع جنوب حي كربلاء
- عين (المنصوري) وتقع جنوب العوامية،
- عين (المليح) وتقع جنوب العوامية
- عين (لبانية) وتقع جنوب العوامية
- عين (الحسين) وتقع جنوب مدرسة الواحة شرقي مقبرة العوامية
- عين (لدواخي) وتقع جنوب مدرسة الواحة إلى الشرق
- عين (الخضيرة) وتقع شرق المسورة بالقرب من الشارع العام
- عين (أم اسباع) وتقع شرق حي الطفيف
- عين (أم اجدير) وتقع شرق الفريق الشملي
- عين (ربيانة) وتقع شرق الفريق الشملي
- عين (الإسماعيلي) وتقع غرب فريق الشملي
- عين (الطيبة) وتقع شرق البستان الموقوف لآل البيت والمعروف بالغميري
- عين (الأعراف) وتقع في بداية صحراء العوامية الشمالية الغربية
- عين (أم شيش) وتقع في الصحراء الشمالية الغربية للعوامية
- عين (العوينة) وتقع في حي العوينة
- عين (الجميمة) وتقع غرب بريد العوامية
- عين (الجميمة) وتقع جنوب المركز الصحي

### الرامس
وهي الأرض الزراعية الغنية عن التعريف والمتميزة بإنتاج الطماطم الرامسي حيث اشتراها وأوقفها مرتين وقفاً عاماً لجميع أهالي العوامية الحاج (سلمان الفرج المكنى بالشيوخ) والتي لها الفضل سابقاً وحاضراً في تحسين الوضع الاقتصادي والمعيشي لعموم سكان العوامية حيث كان لها الأثر في جذب الكثير من أبناء الجوار كي ينتفعوا ويعيشوا على ما أوقفه الحاج.
ويقام الآن مشروع تنموي حكومي كبير في منطقة الرامس.

## أحداث العوامية 2017
هي سلسلة من المظاهرات والاحتجاجات تحولت فيما بعد إلى اشتباكات وأحداث عنف وأعمال شغب سقط فيها قتلى وجرحى من المتظاهرين والمسلحين ورجال الأمن والمدنيين من مواطنين ومقيمين وشملت الأحداث اعتداءات على قضاة ودبلوماسيين وبنوك ومحلات تجارية ومقار أمنية، وحدثت الاحتجاجات في مدينة العوامية وقرى ومدن أخرى تابعة لمحافظة القطيف في شرق المملكة العربية السعودية، والتي يقطنها أغلبية شيعية، بدأت الأحداث مع ظهور الربيع العربي وبداية الاحتجاجات السعودية 2011.

## الرياضة

### نادي السلام السعودي
تأسس نادي السلام بالعوامية سنة 1383هـ باندماج نادي العز ونادي النجم تحت مسمى الاتحاد وفي سنة  (1389هـ/1969م) رخص للنادي مبدئياً من قبل  وزارة العمل والشؤون الاجتماعية ولوجود نادي الاتحاد بجدة سمي نادي الاتحاد بالعوامية بنادي السلام، وقد صدر قرار من وزير العمل والشئون الاجتماعية بتسجيل النادي رسمياً باسم السلام في 14/5/1390 هـ  وقد تم اختيار شعار النادي من لونين الأخضر والبني وتم افتتاح مقر للنادي في الجميمة عام 1409 هـ/1989م) وهو يحتوي على مبنى للإدارة وغرفاً للجان ومكتبة وملاعب لكافة الألعاب الرياضية.
وحقق فريق كرة اليد هذا العام إنجاز وهو انتقاله إلى الدوري الممتز السعودي، بالإضافة إلى تمثيل العديد من لاعبين فريق الدرجات الوطن في المسابقات العالمية والإقليمية ، كما حقق لاعب النادي محمد السويق بطولة العالم للتايكوندو، كما أن فريق كرة اليد وفريق كرة الطاولة يلعبان في الدوري الممتاز أيضا.